# Vibrac (Charente-Maritime)
Vibrac település Franciaországban, Charente-Maritime megyében. Lakosainak száma 159 fő (2022. január 1.). Vibrac Chaunac, Léoville, Messac és Pommiers-Moulons községekkel határos.

## Népesség
A település népessége az elmúlt években az alábbi módon változott:
| Lakosok száma | 160  | 137  | 144  | 163  | 162  | 156  | 152  | 150  | 153  | 159  |
|               | 1968 | 1982 | 1990 | 2006 | 2013 | 2015 | 2017 | 2019 | 2020 | 2022 |